# 工業用水道
工業用水道（こうぎょうようすいどう）とは、工場などの事業所に人体と直接接しない目的で用いる雑用水を供給するものである。地方公営企業の事業として整備されることが多い。

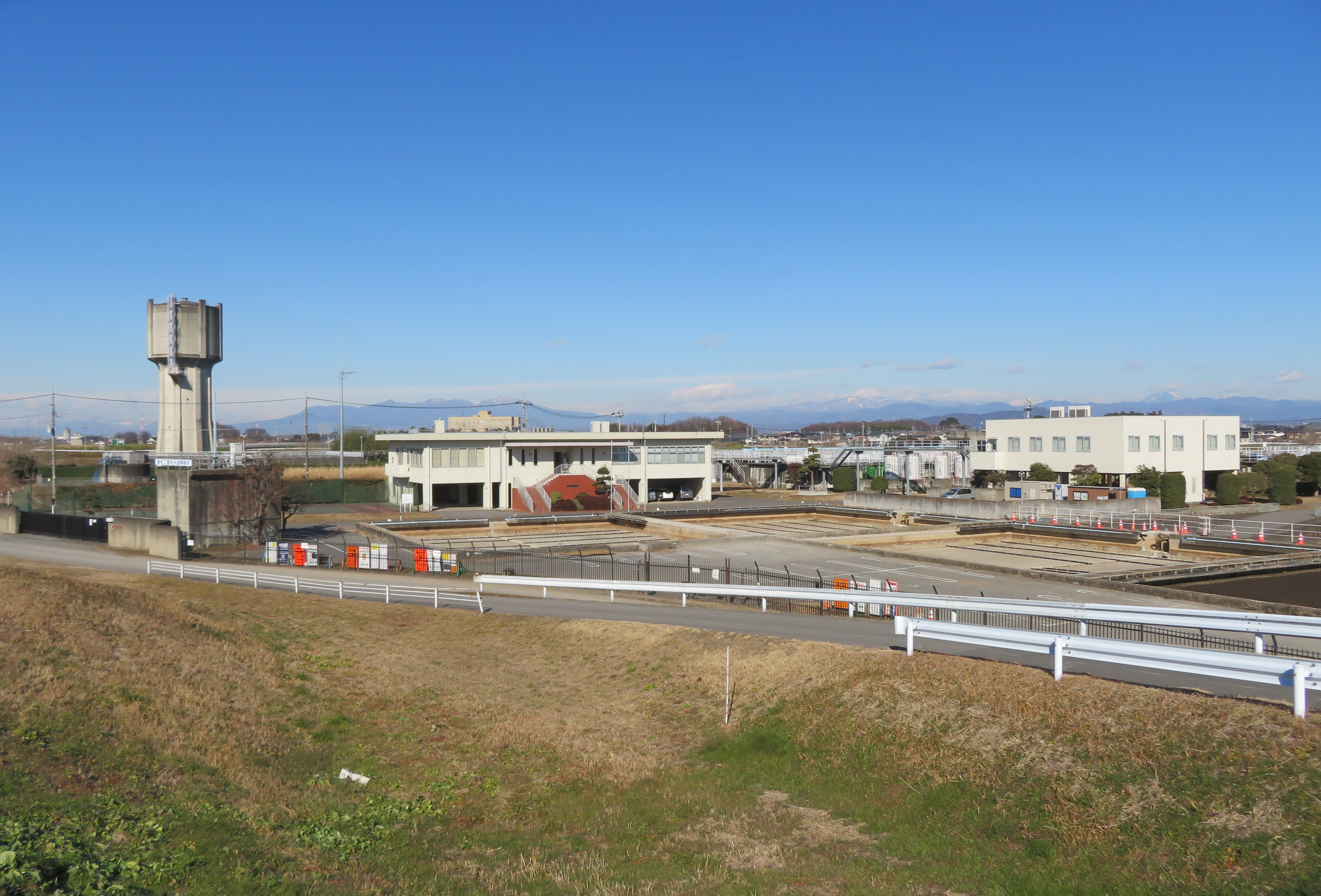
工業用水道の施設の一部（群馬県東毛工業用水道事務所）

## 概要
かつて工場などの事業所では雑用水として地下水をくみ上げて使用していたが、それらの集中する地区では地下水位の低下とそれに伴う地盤沈下が激しくなった。そのため、洪水の被害の拡大・建造物の不等沈下などが起こるようになってきた。それを改善するための代替水源として利水者の負担で構築されるようになった。
飲用には用いられず、事業向けに限定した水道であるため、水道法の適用を受けない。殺菌等の水処理を行う必要がないため、中水道のようにトイレ洗浄用水に用いられている例も多い。東京都では集合住宅の3万世帯以上で利用されている。また、近年では精密機械産業向けなどに高純度濾過処理などを行った水が供給される例もある。

## 日本での定義
日本の「工業用水道事業法」による定義では、「工業用水」とは、工業（物品の加工修理業を含む製造業、電気供給業、ガス供給業及び熱供給業）用に供する水で、水力発電用と飲用を除く水を指し、「工業用水道」とは、導管により工業用水を供給する施設であって、その供給をする者の管理に属するものの総体とされる。

## 上水道への誤接続
しばしば工業用水道の末端配管で、上水道の配管と誤って接続されるケースが見られる。2002年7月、大阪府のユニバーサル・スタジオ・ジャパンでは、園内の冷水器が工業用水道に接続されていた。東京都水道局では、2002年12月、2003年5月にそれぞれ9世帯、54世帯に誤って工業用水を供給してしまった例がある。

## 原水の種類
- 表流水、伏流水
- 湖沼水、貯水池水
- 地下水
- 下水処理水
- 海水

## 使用比率・使用量
利用可能な水の使用比率を世界的に見れば、概ね、農業用／工業用／生活用で7:2:1となっており、農業国や発展途上国ではこれより農業用が多くなり、工業国や先進国ではこれより工業用が多くなる傾向がある。
日本の使用量
日本の2023年の統計では、製造業において日量約2,390万m3の淡水が使用されており、そのうち工業用水道から供給された工業用水は日量約1,030万m3である。